# Incommensurabilità
Due grandezze {\displaystyle x} e {\displaystyle y} si dicono fra loro commensurabili se esiste fra loro un sottomultiplo comune, ossia se esistono due opportuni numeri naturali {\displaystyle m} e {\displaystyle n} per i quali:
{\displaystyle {\frac {x}{m}}={\frac {y}{n}}}
Il valore di queste frazioni è il sottomultiplo comune alle grandezze {\displaystyle x} e {\displaystyle y}. Di conseguenza quando due grandezze sono commensurabili è possibile esprimere la misura della prima grandezza rispetto alla seconda utilizzando un numero razionale, cioè è possibile scrivere
{\displaystyle x={m \over n}\cdot y}
Al contrario, due coppie di grandezze si dicono incommensurabili quando non hanno alcun sottomultiplo comune, ovvero non esiste alcuna frazione in grado di esprimere il rapporto {\displaystyle {x \over y}}. Da ciò consegue che la misura della prima grandezza rispetto alla seconda non è un numero razionale, perché non è esprimibile sotto forma di frazione.

## Esempio di grandezze non commensurabili
La coppia di grandezze incommensurabili più semplice e da più tempo conosciuta è certamente quella formata dal lato di un quadrato e dalla sua diagonale. Per dimostrare che queste due grandezze sono incommensurabili, basta dimostrare che la misura di una rispetto all'altra non è un numero razionale. Prima di tutto stabiliamo qual è il valore dalla diagonale (che chiameremo {\displaystyle d}) rispetto al lato (che chiameremo {\displaystyle l}). Per farlo utilizziamo il teorema di Pitagora. 
 Infatti dato un quadrato, sappiamo che:
{\displaystyle d^{2}=l^{2}+l^{2}}
da cui
{\displaystyle d^{2}=2l^{2}}
allora
{\displaystyle d={\sqrt {2l^{2}}}}
semplificando abbiamo che
{\displaystyle d={\sqrt {2}}\cdot l}
abbiamo quindi trovato la misura di {\displaystyle d} rispetto a {\displaystyle l}. Ora è necessario dimostrare che il numero {\displaystyle {\sqrt {2}}} non è razionale. Per farlo utilizziamo una delle varie dimostrazioni dell'irrazionalità di radice di due.
L'incommensurabilità tra lato e diagonale di un quadrato fu il primo caso nel quale l'incommensurabilità fu dimostrata. La dimostrazione, attribuita in genere a Ippaso di Metaponto, fu certamente effettuata all'interno della scuola pitagorica e causò una grave crisi delle concezioni matematiche dell'epoca.